# Бейрам
Бейра́м, или Байра́м, или Бейро́м (перс. بيرم‎) — небольшой город на юге Ирана, в провинции Фарс. Входит в состав шахрестана  Ларестан.

## География
Город находится в южной части Фарса, в горной местности юго-восточного Загроса, на высоте 493 метров над уровнем моря.
Бейрам расположен на расстоянии приблизительно 255 километров к юго-востоку от Шираза, административного центра провинции и на расстоянии 930 километров к юго-юго-востоку (SSE) от Тегерана, столицы страны.

## Население
По данным переписи, на 2006 год население составляло 6 520 человек; в национальном составе преобладают персы, в конфессиональном — мусульмане-шииты.